# Rio Jaguari (Rio Grande do Sul)
O rio Jaguari é um curso de água que banha o estado do Rio Grande do Sul, no Brasil. É um afluente da margem direita do rio Ibicuí. Ao longo de seu curso médio e inferior, estende-se o município homônimo de Jaguari.
O canal principal do rio Jaguari apresenta uma extensão de 539 km, e suas nascentes localizam-se na porção central do município de Tupanciretã. Nesse sentido, devido a sua considerável extensão, o rio Jaguari cruza diversos municípios, como Jari, além de ser um importante componente na organização do espaço geográfico, servindo como a fronteira natural entre São Francisco de Assis e São Vicente do Sul.